# 弗兰克福德贵格会聚会所
弗兰克福德贵格会聚会所（Frankford Friends Meeting House）是一个历史性的贵格会聚会所，位于美国宾夕法尼亚州费城的弗兰克福德社区。它的最古老的部分建于1775-1776年，因此是费城现存最古老的贵格会聚会所。现在也用作社区中心。
弗兰克福德的贵格会聚会开始于1683年。